# Abbaye de Sawtry
L’abbaye de Sawtry est une ancienne abbaye cistercienne située dans la ville de Sawtry (dans le comté du Cambridgeshire), en Angleterre. Comme la plupart des abbayes britanniques, elle a été fermée par Henry VIII durant la campagne de dissolution des monastères.

## Histoire

### Fondation
L'abbaye est fondée en 1147 ou 1148 à la demande de Simon Ier de Senlis, comte de Northampton et de Huntingdon, qui fait venir douze moines et le futur abbé de l'abbaye de Warden. Les chartes de fondation de l'abbaye sont confirmées par le roi Malcolm IV d'Écosse entre 1153 et 1165, puis par son successeur Guillaume le Lion et leur frère David de Huntingdon à la fin du XIIe siècle.

### Moyen Âge
L'abbé de Sawtry est chargé en 1278 par le chapitre général cistercien d'une mission de surveillance de l'abbaye Notre-Dame de Bon-Repos, en Bretagne. Puis il se voit confier des missions de sauvegarde des biens ecclésiastiques des églises de Honingham et de Fulbourn. Ces missions grèvent durablement la caisse du monastère ; durant tout le XIVe siècle, l'abbaye est endetté.

### Liste des abbés connus de Warden
- Hugh, attesté en 1157 et en 1164 ;
- Payn, attesté vers 1164 et en 1176 ;
- Alexander, attesté en 1195 ;
- Ralf, attesté avant 1228 ;
- Adam, attesté en 1278 ;
- William, attesté en 1289 ;
- Laurence, attesté en 1299 ;
- John, élu en 1303 ;
- John, élu en 1314 ;
- Roger of Hertford, attesté en 1320 et jusqu'en 1338 ;
- Ralf Beville, élu en 1340, attesté jusqu'en 1348 ;
- William, attesté en 1351 ;
- Thomas de Spalding, attesté en 1391 ;
- Robert de Spalding, attesté en 1409 jusqu'en 1413;
- John Fulborne, attesté en 1444 ;
- John Alconbury, attesté en 1452 ;
- Henry, attesté en 1524 et en 1527 ;
- Richard, attesté en 1529 ;
- Robert, attesté en 1531 et en 1533 ;
- William Angell, attesté en 1534[5].

### Dissolution du monastère
En décembre 1536, comme l'immense majorité des monastères britanniques, à la suite de la rupture entre Henry VIII et l'Église catholique, l'abbaye de Sawtry est fermée et détruite lors de la campagne de dissolution des monastères. Une maison est rebâtie à partir de 1560 avec les matériaux de l'abbaye.

## L'abbaye
Le site, enclos d'un fossé, mesurait environ 365 × 230 mètres (1 200 × 750 pieds), lequel subsiste aujourd'hui, et dont les bâtiments monastiques proprement dits occupent grosso modo le centre. Le nord de cette zone enclose renfermait un réservoir d'eau potable, et, à proximité, un jardin potager.
Le plan de l'abbaye respecte le plan traditionnel cistercien : cloître central, église abbatiale au nord, tournée vers le levant, bâtiment des moines avec salle capitulaire et dortoir à l'est, communs (réfectoire et cuisines) au sud, bâtiment des convers et cellier à l'ouest.